# کازویا میودو
کازویا میودو (انگلیسی: Kazuya Myodo؛ زادهٔ ۴ آوریل ۱۹۸۶) بازیکن فوتبال اهل ژاپن است.
از باشگاه‌هایی که در آن بازی کرده‌است می‌توان به باشگاه فوتبال آلبیرکس نیگاتا اشاره کرد.